# Faramontanos de Tábara
Faramontanos de Tábara – gmina w Hiszpanii, w prowincji Zamora, w Kastylii i León, o powierzchni 54,4 km². W 2011 roku gmina liczyła 400 mieszkańców.